# Hideo Saito
Hideo Saito (Akashicho, 23 maggio 1902 – Tokyo, 18 settembre 1974) è stato un violoncellista, direttore d'orchestra e lettore di musica giapponese.

## Biografia
Hideo Saito nacque ad Akashicho, Chūō, Tokyo, il secondo figlio di Hidesaburo Saito, un ricercatore in lingua inglese. Dal 1906 Saito è cresciuto a Ichibanchō (allora Gobanchō), Chiyoda, Tokyo. Quando aveva dodici anni, cominciò ad interessarsi di musica. Il primo strumento che ha suonato era il mandolino.
All'età di 16 anni Saito iniziò a suonare il violoncello sotto la guida di un musicista al'Imperial Household Ministry. Dopo aver frequentato la Gyosei Junior High School, Saito entrò alla Sophia University. Nel 1922, tuttavia, lasciò l'università per studiare musica in Germania. Sulla sua strada per la Germania, era accompagnato dall'allora famoso compositore e direttore d'orchestra Principe Hidemaro Konoye che era il fratello minore del primo ministro giapponese ante guerra, Fumimaro Konoe. Dopo aver trascorso sei mesi a Berlino, Saito si trasferì a Lipsia per studiare violoncello con il professor Julius Klengel presso l'Università di Musica e Teatro di Lipsia.
Nel 1927 Saito tornò in Giappone e fu nominato primo violoncello della New Symphony Orchestra. È anche apparso come solista. Nel 1930 tornò in Germania per ulteriori studi, questa volta per studiare con Emanuel Feuermann alla Musikhochschule di Berlino. Dopo due anni di intenso studio, Saito tornò in Giappone e riprese il suo lavoro come primo violoncello della New Symphony Orchestra.
Nel mese di settembre 1936 Joseph Rosenstock fu nominato direttore stabile della New Symphony Orchestra. Questo appuntamento ebbe un impatto importante nella vita musicale di Saito. In seguito confessò che aveva imparato tante cose da Rosenstock. Durante questo periodo fu un attivo musicista solista e di gruppo e fu il suo modo di iniziare una carriera direttoriale. Nel 1941 lasciò la New Symphony Orchestra per dedicarsi completamente alla direzione d'orchestra. Ha accettato ruoli di direzione d'orchestra con numerose orchestre professionali.
Nel 1948, con Motonari Iguchi, Takeo Ito, e Hidekazu Yoshida, i quali erano figure rappresentative dei circoli musicali giapponesi, Hideo Saito fondò la Scuola di Musica per Bambini, a partire da classi che avevano affittato dalla Tokyo Kasei Gakuin School (scuola di perfezionamento per ragazze) in Kudan, Chiyoda, Tokyo.
Essi si resero conto della necessità di fornire ai laureati studi musicali al livello di scuola superiore. La Kasei Gakuin, che era sempre stata collaborativa con Saito ed i suoi colleghi insegnanti fino a quel momento, non fu  generosa e non assegnò più spazio per la loro proposta di scuola di musica ad alto livello. Dovettero trovare un'altra scuola già esistente, che fosse d'accordo ad aggiungere un corso di musica per studenti di età compresa tra i 15 ei 18 anni. Le loro richieste erano state respinte una dopo l'altra, fino a quando non entrarono in trattative con la Toho Girls' High School a Sengawa, Chōfu, Tokyo. La High School, tuttavia, era stato concepita per le ragazze, mentre ciò che Saito stava progettando era una scuola mista. Ma gli insegnanti ed i genitori del liceo erano fortemente contrari all'idea far entrare anche i ragazzi. Nonostante questo clima negativo, l'entusiasmo di Saito e degli altri musicisti guadagnò gradualmente sostenitori fino a quando un corso di musica misto fu finalmente aperto alla High School Toho Girls' nel 1952. E l'anno successivo la scuola di musica per bambini si unì al campus Sengawa.
Erano trascorsi tre anni da quando avevano aperto il corso di musica del liceo e lo stesso problema che avevano affrontato tre anni prima si stava di nuovo presentando. I fondatori del corso di musica avevano semplicemente pensato che sarebbero stati in grado di trasferire i loro laureati alle scuole di musica esistenti. Gli studenti ed i loro genitori, tuttavia, non sono erano soddisfatti. Ed è così che nel 1955 iniziò il Toho Gakuen Junior College of Music (un college da due anni).
Saito divenne professore del College e presidente del suo Dipartimento Archi e Direzione orchestrale. Dal 1958 al 1960, mentre il presidente Motonari Iguchi era su in viaggio all'estero, fu nominato presidente ad interim del College. Infine, nel 1961, fu creata la Toho Gakuen School of Music, come un college di quattro anni per l'ulteriore formazione musicale.
Saito nel 1964 portò l'Orchestra dei Bambini di Toho in tour in America e, in un secondo momento, in U.S.S.R. ed in Europa. Nel 1974, nonostante la sua salute in declino, stava per preparare l'orchestra per un altro grande tour. Mancava poco alla sua prevista partenza, quando Hideo Saito morì.